# Hier ben ik... majesteit
Hier ben ik… majesteit is een hoorspel van Wim Ramaker. De AVRO zond het uit op donderdag 17 januari 1974, van 21:38 uur tot 22:55 uur. De regisseur was Jacques Besançon.

## Rolbezetting
- Jérôme Reehuis (koning David)
- Annet Nieuwenhuyzen (Bathseba)
- Hein Boele (Absalom)
- Ad van Kempen (Mefiboseth)
- Sacha Bulthuis (Abital)
- Ben Aerden (Jaob)
- Johan Sirag (Nathan)
- Paul van Gorcum (Uria)
- Willy Brill & Fé Sciarone (vrouwenstemmen)
- Hans Veerman (koerier)

## Inhoud
In dit hoorspel wordt het verhaal over David en Bathseba, gebaseerd op het Bijbelboek Samuel II, uitgediept en gedramatiseerd. Koning David ziet vanaf zijn dak de mooie Bathseba een bad nemen. Hij wordt op haar verliefd en laat geen middel onbeproefd haar tot zijn vrouw te maken. De man van Bathseba, Uria, een Hettiet, wordt eenvoudig langs een slinkse weg opgeruimd. Bathseba komt aan het hof en wordt Davids vrouw. Toch is hun geluk niet onverdeeld: een profeet van Jahweh komt hen een oordeel aanzeggen. Hun zoontje zal sterven en het zwaard zal van Davids huis niet wijken. Bovendien zal men hem van de troon trachten te stoten. Absalom, Davids mooie zoon, tracht inderdaad een staatsgreep uit te voeren. Hij maakt zich populair bij de bevolking en probeert zo, van onderen af, Davids troon te ondergraven. Het eindigt allemaal niet zo prettig: er wordt veel bloed vergoten en Absalom sterft. Koning David verschijnt met Bathseba op het balkon van het paleis om de luide toejuichingen van het publiek in ontvangst te nemen…